# Fethard-on-Sea
Fethard-on-Sea (irisch Fiodh Ard, großer/hoher Wald/Gehölz) ist eine Kleinstadt im County Wexford im äußersten Südosten von Irland. Bei der Volkszählung 2022 hatte sie 363 Einwohner.

## Lage und Verkehrsanbindung
Der Ort liegt am nordöstlichen Beginn der Hook-Halbinsel an der Regionalstraße R734. die zum Hook Head führt. Er umfasst die beiden Townlands Fethard und Grange.
Die irische Busgesellschaft Bus Éireann fährt mit den Linien 370 und 373 Fethard-on-Sea einmal täglich bzw. wöchentlich an.

## Geschichte
Fethard-on-Sea liegt zwei Kilometer nördlich von Baginbun Head, wo 1179 die Anglonormannische Eroberung von Irland durch die Landung der Cambro-Normannen begann.
Bis 1914 hieß der Ort lediglich Fethard. Als ein Rettungsboot bei einer Rettungsaktion unterging, ertranken neun Besatzungsmitglieder. In einer Welle der Hilfsbereitschaft wurden viele Spenden nach Fethard überwiesen. Da es im County Tipperary eine Stadt gleichen Namens gibt, bekam dieses Fethard den Zusatz on-Sea, damit die Spenden richtig zugestellt werden konnten.

## Der Fethard-on-Sea-Boykott
1957 erlangte Fethard-on-Sea überörtliche Bekanntheit, als der katholische Priester des Ortes zum Boykott protestantischer Geschäfte aufrief. Grund war, dass die (protestantische) Mutter einer Ehe mit einem Katholiken sich weigerte, ihre Kinder im katholischen Glauben zu erziehen und auf die katholische Schule zu schicken. In der Folge zog sie mit ihren zwei Kindern nach Schottland. Der Boykott wurde von Eamon de Valera, dem damaligen Regierungschef verurteilt. Nach einer Weile wurde er beendet. Schließlich zog die Familie wieder in Irland zusammen. Die Kinder wurden zu Hause unterrichtet.

## Persönlichkeiten
- Mervyn A. Ellison (1909–1963), Astronom

## Sehenswürdigkeiten
- Im Ort befindet sich eine von den Normannen im 12. oder 13. Jahrhundert erbaute Motte.
- Unmittelbar daneben ist die Ruine einer um 1500 gebauten Burg (Hall House), die vermutlich als Sommerresidenz für den Bischof von Ferns errichtet wurde.[6]
- Circa 7 km entfernt ist die 1587 erbaute sternförmige Bastion in Duncannon.
- Circa 8 km entfernt ist der weltweit älteste noch in Betrieb befindliche Leuchtturm am Hook Head